# Плещеев, Фёдор Степанович
Фёдор Степа́нович Плеще́ев (?—1770) — русский морской офицер, флаг-капитан при адмирале Г. А. Спиридове.

## Биография
С 4 июля 1740 года по 18 октября 1743 года воспитывался в Сухопутном шляхетном кадетском корпусе, откуда был выпущен гардемарином в морской флот; пребывал в плавании в Балтийском море. Спустя 2 года, став мичманом, он был назначен в Академию для обучения гардемарин.
Командуя небольшим судном — ботом, в 1748—1751 годах находился при описи Балтийского моря.
В 1757 году участвовал в атаке Клайпеда, а в 1760 году — в Кольбергской экспедиции при десантной высадке. В 1762 году Плещеев был произведён в капитаны 2-го ранга и командовал кораблём «Святой Андрей Первозванный».
Через 2 года произведён в капитаны 1-го ранга и назначен командиром фрегата «Надежда Благополучия», посланного в середине августа в Средиземное море с товарами тульского купца Ивана Владимирова под коммерческим флагом. Побывав в Ливорно, Плещеев вернулся 12 сентября 1767 года обратно в Россию, доставив с собой иностранные товары.
В 1766 году командовал кораблем «Евстафий Плакида» в эскадре контр-адмирала Андерсона, а затем и другими судами.
В должности флаг-капитана при адмирале Спиридове он участвовал в Архипелагской кампании и 24 июня (5 июля) 1770 года погиб при взрыве своего корабля в Чесменском сражении.